# Liao Daozong
L'empereur Liao Daozong (chinois : 辽道宗 ; pinyin : Liáo Dàozōng) (14 septembre 1032 – 12 février 1101), né Yelü Hongji  ou Yehlu Hongji (chinois : 耶律洪基 ; pinyin : Yēlǜ Hóngjī), était un empereur de la dynastie Liao, un royaume du peuple Khitan dans le nord est de l'actuelle Chine. Succédant à son père, Liao Xingzong en 1055, Daozong règne jusqu'à ce qu'il se fasse assassiner en 1101. Son successeur  est son petit-fils, Liao Tianzuo. Il a régné entre le 28 août 1055 et le 12 février 1101.
Daozong est connu pour avoir relancé le nom de « Grand Liao », une appellation donnée en premier au royaume de l'empereur Liao Taizong en 947. Il a également mené à son terme durant son règne l'édition Liao du Tripitaka bouddhiste et la construction de la pagode Sakyama en 1056.

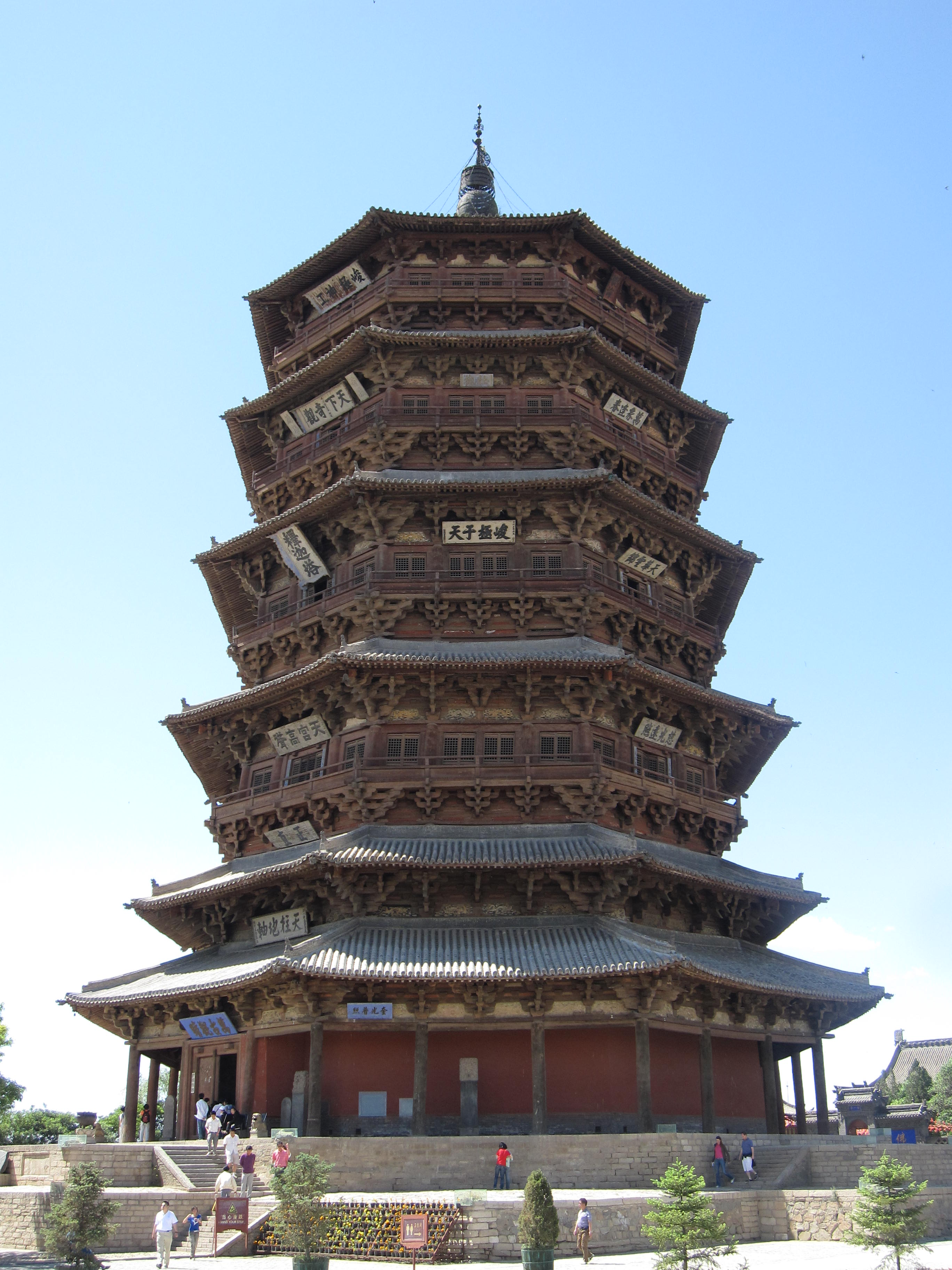
La pagode du temple Fogong, construite en 1056 sur le site d'origine de la famille de la grand-mère de Daozong dans le xian de Ying, au Shanxi.

Il survit à une première tentative d'assassinat en 1063, lorsqu'un groupe de Khitans, furieux que leur système de justice tribale ait été intégré à l'administration locale chinoise, l'aient surpris durant une partie de chasse. Daozong survécu à cette attaque et les rebelles furent exécutés. Toutefois, pour ré-assurer sa légitimité en tant que dirigeant, il dut exécuter une cérémonie traditionnelle de « renaissance ». En 1070, il restructure le système légal pour tenir compte des coutumes chinoises et Liao.
Toutefois, le règne de Daozong a été chargé de corruption. Daozong a dépensé sans compter dans ses palaces et ses ouvrages bouddhistes. Beaucoup de personnes sous son règne étaient mécontents des taxes élevées et ont commencé à se soulever contre les Liao, notamment les tribus Jurchen.